# Naidra Ayadi
Pour les articles homonymes, voir Ayadi.
Naidra Ayadi, née à Paris, est une actrice, metteuse en scène et réalisatrice française.

## Biographie
Née à Paris vers 1980 au sein d'une famille d'origine tunisienne, elle fait une maîtrise de droit public à Nanterre. Puis son parcours bifurque vers d'autres centres d'intérêt : elle passe par le conservatoire d'art dramatique de Versailles puis l'école de théâtre privée Claude Mathieu, pour devenir comédienne, tout en travaillant comme pionne,.
En 2002, elle est sur scène, au théâtre, sous la direction de Jacques Hadjaje, puis en 2003 de Jean Bellorini (dans La Mouette d'Anton Tchekhov, en 2003). Puis elle enchaîne les rôles au théâtre, dans des courts-métrages, des longs-métrages, et à la télévision. Elle joue notamment à Paris pendant toute la saison 2007 au Théâtre de Poche Montparnasse dans Les Riches reprennent confiance, un des grands succès de la saison, nommé aux Molières. Puis elle met en scène et interprète au Théâtre de la Tempête, à La Cartoucherie du Bois de Vincennes, Horace de Corneille, où elle joue le rôle de Camille.
Elle obtient le César du meilleur espoir féminin, ex æquo avec Clotilde Hesme, lors des César 2012 pour le rôle de Nora dans Polisse.
En 2018, elle réalise son premier film, Ma fille, avec Roschdy Zem dans le rôle principal.
En juin 2019, elle fait partie du jury de Sandrine Bonnaire lors du 33e Festival du film de Cabourg.

## Filmographie

### Actrice

#### Cinéma
- 2005 : Zim and Co. de Pierre Jolivet : Safia
- 2011 : Polisse de Maïwenn : Nora
- 2013 : Voyage sans retour de François Gérard : la sœur de Kad
- 2014 : Prêt à tout  de Nicolas Cuche : Rachida
- 2014 : Les Gazelles de Mona Achache : Myriam
- 2014 : Une histoire banale d'Audrey Estrougo : la collègue de Nathalie
- 2014 : SMS de Gabriel Julien-Laferrière : Leila
- 2015 : Rappelle-toi de Xavier Durringer : Maître Yasmine Benatef
- 2016 : La Taularde d'Audrey Estrougo : Robocop
- 2017 : Il a déjà tes yeux de Lucien Jean-Baptiste : Anna
- 2021 : Mon légionnaire de Rachel Lang : Soumeya
- 2021 : Stillwater de Thomas McCarthy : Nedjma
- 2022 : Les Promesses de Thomas Kruithof :  Naidra
- 2022 : L'Origine du mal de Sébastien Marnier : Leila
- 2022 : Le Sixième enfant de Léopold Legrand : La juge
- 2022 : L'Enfant du paradis de Salim Kechiouche : Sara
- 2023 : Comme une louve de Caroline Glorion : Nora
- 2023 : Coup de chance de Woody Allen : Clarice
- 2024 : En tongs au pied de l'Himalaya de John Wax : Samia
- 2025 : Les Orphelins d'Olivier Schneider

#### Télévision
- 2014 : 3 x Manon (mini série télévisée) de Jean-Xavier de Lestrade : Zohra
- 2014 : Vogue la vie (téléfilm) de Claire de La Rochefoucauld : Safia
- 2017 : Héroïnes (mini série télévisée) d'Audrey Estrougo : Selma[4]
- 2017 : La Bête curieuse (téléfilm) de Laurent Perreau : Nadia
- 2017 : Zone Blanche (série télévisée) de Julien Despaux et Thierry Poiraud : Leila Barami
- 2017 : Paris etc. (série télévisée) de Zabou Breitman : Nora[5]
- 2019 : Puzzle (téléfilm) de Laurence Katrian : Laure Martinez
- 2019 : Ce soir-là et les jours d'après (téléfilm) de Marion Laine : Samira
- 2021 : Les Sandales blanches (téléfilm) de Christian Faure : Fatima
- 2021 : Le Code (série télévisée) : Nadia Ayad
- 2022 : Parallèles de Quoc Dang Tran : Sofia
- 2022 : Oussekine d'Antoine Chevrollier : Fatna Oussekine
- 2022 : Détox de Marie Jardillier : Reem
- 2024 : Le Jour de ma mort de Jérôme Cornuau : Laurence Petrucci
- 2024: Parents à perpétuité de Safy Nebbou: Maître Guedj
- 2025 : Les Lionnes, série télévisée d'Olivier Rosemberg :

### Réalisatrice
- 2018 : Ma fille

## Théâtre
- 1997 : La Double inconstance de Marivaux, mise en scène Danièle Dubreuil, Mois Molière à Versailles
- 2002 : Beaucoup de bruit pour rien de William Shakespeare, mise en scène Vincent Caire et Gaël Colin, Théâtre Montansier, Versailles
- 2002 : Des éclats et La Demande en mariage d'Anton Tchekhov, mise en scène Jacques Hadjaje, E.C.M.
- 2003-2004 : La Mouette d'Anton Tchekhov, mise en scène Jean Bellorini, La Cartoucherie, Paris, tournée
- 2005 : Portrait de famille de Denise Bonal, mise en scène Marion Bierry, Théâtre de Poche Montparnasse, Paris
- 2005 : Yerma de Federico Garcia Lorca, mise en scène Jean Bellorini et Marie Ballet, Théatre Montansier, Versailles, La Cartoucherie, Paris
- 2006 : Les Mille et une nuits, mise en scène J-L Borg, Institut du monde arabe, Paris
- 2007 : Meurtres de la princesse juive d'Armando Llamas, mise en scène de Philippe Adrien, Théâtre de la Tempête, Paris
- 2008 : Les Riches reprennent confiance de Louis-Charles Sirjacq, mise en scène Etienne Bierry, Théâtre de Poche Montparnasse, Paris
- 2009 : Liliom de Ferenc Molnar, mise en scène Marie Ballet, Théâtre de la Tempête, Paris
- 2018 : Justice de Samantha Markowic, mise en scène Salomé Lelouch, Théâtre de l'Œuvre, Paris

## Distinctions
- 2005 : Meilleur Second Rôle féminin (Prix du Public) au Festival Jean Carmet de Moulins pour son interprétation dans Zim and Co. de Pierre Jolivet
- César 2012 : César du meilleur espoir féminin pour le rôle de Nora dans Polisse (récompense partagée avec Clotilde Hesme).